# Cardedeu
Cardedeu – gmina w Hiszpanii, w prowincji Barcelona, w Katalonii, o powierzchni 12,24 km². W 2011 roku gmina liczyła 17 427 mieszkańców.